# Nepodsuden
Nepodsuden (russisk: Неподсуден) er en sovjetisk spillefilm fra 1969 af Vladimir Krasnopolskij og Valerij Uskov.

## Medvirkende
- Oleg Strizjenov som Jegorov Sergej
- Ljudmila Maksakova som Nadja
- Leonid Kuravljov som Sorokin
- Olga Sosjnikova som Olja
- Svetlana Svetlitjnaja som Vika